# Майкл Дорман
Майкл Дорман (народився 26 квітня 1981) — новозеландський актор, найбільш відомий своїми головними ролями астронавта НАСА Гордо Стівенса в оригінальному науково-фантастичному космічному драматичному серіалі Apple TV+ — «Заради всього людства» та Джона Тавнера в комедійно-драматичному серіалі «Патріот».
Ролі Дормана включають Тома Вілкокса в австралійській телевізійній комедійній драмі «Країна чудес», Тома Гріффіна у фільмі жахів «Людина-невидимка» 2020 року, а також роботу на другому плані в таких телешоу, як «Наше таємне життя», і у фільмах, зокрема «Вест».
У 2021 році було оголошено, що він зіграє головну роль у телесеріалі Джо Пікетта, знятому за книгами Сі Джея Бокса. Прем'єра шоу відбулася в Spectrum Network у грудні 2021 року та в потоковому сервісі Paramount+ у лютому 2022 року. Він отримав роль Гола Д. Роджера в серіалі Netflix One Piece.

## Фільмографія

### Кіно
| Рік      | Фільм                                    | Роль               | Примітки       |
| -------- | ---------------------------------------- | ------------------ | -------------- |
| 2001 рік | Spudmonkey                               | Трент              | плівка         |
| 2002 рік | Опудало зайчика                          | Кріс               | Короткий фільм |
| 2005 рік | Невеликі претензії: Біле Весілля         | Шон                | телефільм      |
| 2005 рік | 50 Відтінків блакитного                  | Джеймі             | Художній фільм |
| 2006 рік | Тиша                                     | Еддісон            | телефільм      |
| 2006 рік | Заміський погром                         | Іржавий            | Художній фільм |
| 2007 рік | Захід                                    | Мік                | Художній фільм |
| 2007 рік | Волоський горіх                          | Ісаак              | Короткий фільм |
| 2007 рік | Катумба                                  | Аарон              | Короткий фільм |
| 2008 рік | Аколіти                                  | Гері Паркер        | Художній фільм |
| 2008 рік | Вага затонулого скарбу                   | Майкл Дулі         | Короткий фільм |
| 2009 рік | Первинний двигун                         | Томас              | Художній фільм |
| 2009 рік | Трикутник                                | Грег               | Художній фільм |
| 2009 рік | Воїни Світла                             | Френкі Далтон      | Художній фільм |
| 2010 рік | Голка                                    | Бен Резерфорд      | Художній фільм |
| 2011 рік | Професіонал                              | Джейк              | Художній фільм |
| 2011 рік | Спляча красуня                           | Кухар              | Художній фільм |
| 2014 рік | Шукач Води                               | Грівз              | Художній фільм |
| 2016 рік | Голдстоун                                | Патч               | Художній фільм |
| 2017 рік | Пірати Карибського моря: Помста Салазара | Перший офіцер Вейд | Художній фільм |
| 2020 рік | Людина-невидимка                         | Том Гріффін        | Художній фільм |
| 2020 рік | Жорстка пісня про кохання                | Джессі             | Художній фільм |

## Телебачення
| Рік            | Фільм                      | Роль            | Примітки |
| -------------- | -------------------------- | --------------- | -------- |
| 2002–05 рр     | Таємне життя нас           | Крістіан Хайден | серіал   |
| 2011 рік       | Дикі хлопці                | Ден Сінклер     | серіал   |
| 2013–2015 роки | Країна чудес               | Том Вілкокс     | серіал   |
| 2013 рік       | Серангун-роуд              | Конрад Гаррісон | серіал   |
| 2015–2018 роки | Патріот                    | Джон Тавнер     | серіал   |
| 2019–2021 роки | Заради всього людства      | Гордо Стівенс   | серіал   |
| 2020 рік       | Секрети, які вона зберігає | Джек О'Шонессі  | серіал   |
| 2021 рік       | Джо Пікетт                 | Джо Пікетт      | серіал   |
| 2023 рік       | One Piece                  | Гол Д. Роджер   | серіал   |